# Чернушенко-Стасюк, Ирина
Ири́на Ивановна Чернуше́нко-Стасю́к (бел. Ірына Чарнушэнка-Стасюк; 9 марта 1979, Слуцк, Белорусская ССР, СССР — 5 декабря 2013) — белорусская легкоатлетка. Чемпионка страны по прыжкам в длину, победительница Кубка Европы, мастер спорта международного класса.
Последние несколько лет Ирина боролась с раком.